# ألكسندر نيكول
ألكسندر نيكول (1793 - 1828 م) هو مستشرق، من أهل اسكتلندا.
حصل على الماجستير من أكسفورد سنة 1814 م. من آثاره: فهرس للمخطوطات الشرقية في المكتبة البودلية.